# 陈庄
陈庄（？—？），字承肅，南北朝人，陳後主的第八個兒子，皇貴妃張麗華所生，陈渊之同母弟。
年少時，個子小，形貌最醜陋，為人也極刻毒，数岁时，稍有不如意，動輒剟刺其面，或加燒爇。性嗜酒，爱賭博，陳庄長得醜，絲毫沒有繼承母親的美貌和父親溫和的性格，陈渊長得好，且因为优秀，被立为太子，而陈庄因生母張麗華的緣故，陳後主甚愛之。
陳後主至德四年（586年）五月丁巳，封為會稽王。禎明二年六月為翊前將軍，置佐史（有主簿姚思廉）。除使持節、都督揚州諸軍事、揚州刺史。
禎明三年（589年），隋平陳，生母张丽华被杀。和其他宗室一起被遷移長安，隋朝大業年間，擔任昌隆縣令。

## 子孙
- 陈元顺，唐朝散大夫、考城县令
  - 陈希寂，衢州长史
  - 陈希冲（－705年），朝议郎、怀州司士参军，娶房州刺史赠太常卿崔敬嗣女，早亡
    - 陈之望，郓州参军，非崔氏所出[2]
    - 陈照（697年－744年），字惠明，陈之望妹，母崔氏，后为颍川郡夫人，先嫁东海徐文公，育子徐琨。再嫁三原县令卢全善[3]
    - 陈照妹三人，均崔氏生[4]

  - 陈希固，衡州刺史